# 贾米勒·本·易卜拉欣·胡贾伊兰
贾米勒·本·易卜拉欣·胡贾伊兰（Jamil Ibrahim Al-Hejailan，1927年—），是一名沙特阿拉伯外交家，曾经在1996年至2002年，担任海湾阿拉伯国家合作委员会秘书长。他出生于布賴代。
他是一名职业外交官，并长期担任沙特阿拉伯驻德国、科威特、法国大使，长达20余年。他也是科威特历史上首位大使；他也是第一位将电视网络带入沙特阿拉伯的人。1996年4月，他当选为海湾阿拉伯国家合作委员会秘书长，任期至2002年3月31日。